# 電子開発実験群
電子開発実験群（でんしかいはつじっけんぐん、英称：Electronics Development and Test Group）は航空自衛隊航空開発実験集団傘下の組織。東京都府中市の府中基地に本部がある。

## 概要
警戒管制システムの実用試験を行う組織であり、前身の電子実験隊は1961年（昭和36年）2月、岐阜基地に新編された。1968年（昭和43年）10月、入間基地に移転、1989年（平成元年）3月16日、電子開発実験群に改編された。地上設置型レーダーをはじめとする地上電波・電子機器の試験を担当しており、レーダー運用に関わる電波環境技術調査や新型レーダーの実用化にも関わっている。
電波環境技術調査においては、レーダー運用に支障が無いように電波干渉調査など行なう。例えば、中期防衛力整備計画 (2011)において、陸上自衛隊の沿岸監視部隊の設置が検討されている与那国島では、レーダー運用に向けての調査が2011年（平成23年）4月に行われている。
また、固定式警戒管制レーダー装置であるJ/FPS-5の開発・実用化に際しては、技術研究本部と協力し、電子開発実験群飯岡試験評価隊が実用試験を行なった。
2013年（平成25年）3月、入間基地から府中基地へ移転を開始。2014年（平成26年）3月28日、最後まで入間基地に残っていた計測支援隊が府中基地の新器材庫の完成を機に移転した。

## 部隊編成
- 群本部
- 開発評価隊
- 技術調査隊
- 計測支援隊

## 主要幹部
| 官職名             | 階級    | 氏名     | 補職発令日     | 前職                             |
| ------------------ | ------- | -------- | -------------- | -------------------------------- |
| 電子開発実験群司令 | 1等空佐 | 水落達也 | 2025年06月01日 | 飛行開発実験団司令部研究開発部長 |

| 代 | 氏名                 | 在職期間                                                    | 前職                                                | 後職                                                                                         |
| -- | -------------------- | ----------------------------------------------------------- | --------------------------------------------------- | -------------------------------------------------------------------------------------------- |
| 01 | 大林和夫             | 1989年03月16日 - 1990年03月06日                             | 航空実験団電子実験隊長                              | 飛行開発実験団勤務                                                                           |
| 02 | 笹尾昭               | 1990年03月07日 - 1992年08月02日                             | 技術研究本部 技術開発官（航空機担当）付 第4開発室長 | 航空自衛隊補給本部技術課長                                                                   |
| 03 | 福田武城             | 1992年08月03日 - 1994年11月30日                             | 技術研究本部 技術開発官（航空機担当）付 第4開発室長 | 航空自衛隊補給本部技術課長                                                                   |
| 04 | 常陸暁               | 1994年12月01日 - 1996年03月31日                             | 航空幕僚監部技術部技術第1課 誘導武器班長            | 技術研究本部岐阜試験場長                                                                     |
| 05 | 前川満夫             | 1996年04月01日 - 1998年03月25日                             | 航空幕僚監部技術部技術第2課 電子班長                | 航空自衛隊補給本部技術課長                                                                   |
| 06 | 安藤正則             | 1998年03月26日 - 1999年11月30日                             | 技術研究本部企画官付企画調整官                      | 技術研究本部 技術開発官（航空機担当）付 総括室長                                             |
| 07 | 松尾卓三             | 1999年12月01日 - 2002年12月01日 ※2001年07月01日 1等空佐昇任 | 飛行開発実験団研究開発部長 （2等空佐）              | 技術研究本部 技術開発官（航空機担当）付 総括室長                                             |
| 08 | 卜部平治朗           | 2002年12月02日 - 2005年12月04日                             | 技術研究本部 技術開発官（航空機担当）付 第4開発室長 | 技術研究本部 技術開発官（航空機担当）付 総括室長                                             |
| 09 | 新井幸宏             | 2005年12月05日 - 2007年03月31日                             | 契約本部名古屋支部検査第1課長                       | 情報本部勤務                                                                                 |
| 10 | 藤井政弘             | 2007年04月01日 - 2008年11月30日 ※2008年07月01日 1等空佐昇任 | 航空自衛隊補給本部技術課長 （2等空佐）              | 技術研究本部岐阜試験場長                                                                     |
| 11 | 木俣康之             | 2008年12月01日 - 2012年03月31日 ※2012年01月01日 1等空佐昇任 | 航空幕僚監部技術部技術課 地上電子班長 （2等空佐）   | 北関東防衛局調達部装備第2課長                                                                |
| 12 | 辰井一成             | 2012年04月01日 - 2014年11月30日                             | 航空幕僚監部技術部技術課 先進技術室企画班長         | 第1航空団基地業務群司令                                                                      |
| 13 | 山本浩               | 2014年12月01日 - 2016年02月14日                             | 情報本部勤務                                        | 航空中央業務隊付                                                                             |
| 14 | 吉田悌也 （2等空佐） | 2016年02月15日 - 2018年04月30日                             | 航空自衛隊補給本部勤務                              | 情報本部                                                                                     |
| 15 | 西口雅人             | 2018年05月01日 - 2020年03月31日                             | 防衛装備庁長官官房装備開発官付 第4開発室長          | 防衛装備庁長官官房装備開発官付 総括室長                                                      |
| 16 | 坂本伸広 （2等空佐） | 2020年04月01日 - 2022年01月30日                             | 防衛装備庁長官官房装備開発官付 第4開発室長          | 防衛装備庁技術戦略部技術計画官付 技術計画調整官 兼 防衛装備庁プロジェクト管理部 装備技術官付 |
| 17 | 大淵康弘             | 2022年01月31日 - 2025年05月31日 ※2024年07月01日 1等空佐昇任 | 航空開発実験集団司令部勤務 （2等空佐）              | 飛行開発実験団司令部研究開発部長                                                             |
| 18 | 水落達也             | 2025年06月01日 -                                            | 飛行開発実験団司令部研究開発部長                    |                                                                                              |